# Good Neighbours
Pour plus de détails, voir Fiche technique et Distribution.
Good Neighbours ou Notre-Dame-de-Grâce (en français québécois) est un film canadien réalisé par Jacob Tierney, sorti en 2010. Il est inspiré du roman Chère voisine de Chrystine Brouillet.

## Synopsis
En 1995, à l'approche du référendum, le quotidien de trois locataires d'un immeuble de Notre-Dame-de-Grâce est bouleversé par les meurtres cruels d'un tueur en série. Spencer, qui doit se déplacer en fauteuil roulant depuis un accident de voiture, vit seul sans sortir de chez lui; Louise, qui ne pense qu'à ses chats, est en conflit avec une voisine dépressive et Victor, qui vient d'emménager, essaie maladroitement de se faire des amis et de séduire Louise. Lorsqu'un meurtre est commis dans l'immeuble et que la police enquête, les trois amis en viennent à se soupçonner mutuellement.

## Fiche technique[1]
- Titre : Good Neighbours
- Réalisation : Jacob Tierney
- Scénario : Jacob Tierney, d'après le roman Chère Voisine de Chrystine Brouillet
- Producteurs : Kirk D'Amico, Joe Iacono et Kevin Tierney
- Photo : Guy Dufaux
- Costumes : Francesca Chamberland
- Maquillage : Collen Quinton
- Montage : Arthur Tarnowski
- Musique : Silver Mountain Industries (Jessica Moss, Nadia Moss, Efrim Manuel)
- Budget : 5 300 000 $ CA
- Lieux de tournage : Montréal (quartiers de Plateau Mont-Royal et Notre-Dame-de-Grâce)
- Distribution : Alliance Vivafilm
- Pays d'origine : Canada
- Format : Couleurs
- Durée : 98 minutes
- Genre : Policier, thriller
- Date de sortie : 
  -  Canada Festival international du film de Toronto (première) : 14 septembre 2010
  -  Québec (sortie limitée) : 3 juin 2011
- Dates de sortie en DVD :
  -  Québec : 20 septembre 2011[2]

## Distribution
- Jay Baruchel (VQ : Nicholas Savard L'Herbier) : Victor
- Scott Speedman (VQ : Claude Gagnon) : Spencer
- Emily Hampshire (VQ : Marika Lhoumeau) :  Louise
- Gary Farmer (VQ : Guy Nadon) : Brandt
- Xavier Dolan (VQ : Lui-même) : Jean-Marc
- Micheline Lanctôt (VQ : Elle-même) : Mme Gauthier
- Diane D'Aquila (VQ : Chantal Baril) : Miss Van Ilen
- Pat Kiely (VQ : Alexandre Fortin) : Bilodeau
- Kaniehtiio Horn : Johanne
- Anne-Marie Cadieux (VQ : Elle-même) : Valérie Langlois

## Distinctions
Prix Génie 2012
- 1 Nominations :
  - Prix Génie de la meilleure chanson - Œil pour œil de Malajube